# 河豚の卵巣の糠漬け

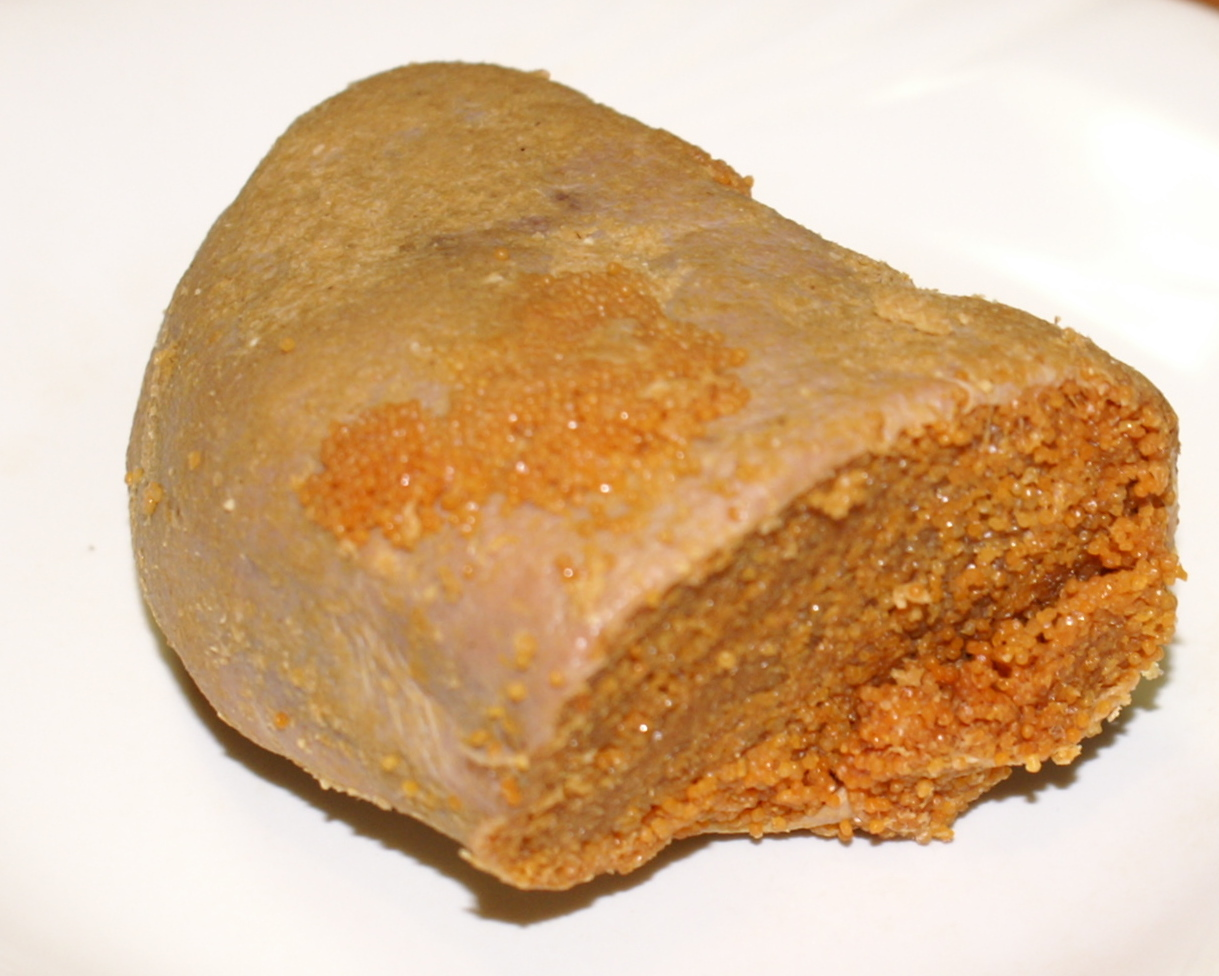
河豚の卵巣の糠漬け

河豚の卵巣の糠漬け（ふぐのらんそうのぬかづけ）は石川県の郷土料理。
猛毒のテトロドトキシンが含まれているフグの卵巣を3年間塩漬けと糠漬けにすると解毒され、食べられるようになる。解毒される仕組みが不明のため、伝統的な製造方法が守られている。河豚の子糠漬け（ふぐのこぬかづけ）とも呼ばれる。
本項では、佐渡島（新潟県）や福井県高浜町でつくられる、フグの卵巣の粕漬けについても解説する。

## 概要
フグの卵巣には肝などと同様に、致死性の高い毒素テトロドトキシンが多く含まれているため、生食はもちろん加熱調理しても食中毒を起こす。
しかし、石川県の白山市美川地域（旧・美川町）や金沢市金石・大野地区では、卵巣を3年以上にもわたって塩漬けおよび糠漬けにすることで解毒し、珍味として販売している。
石川県と同じ日本海側にある佐渡島では、酒粕に漬ける 。福井県高浜町では、サバのへしこ（糠漬け）づくりのついでにフグの卵巣（真子）を漬けると毒が消えることが経験的に知られており、3年以上の塩漬けと水洗い、天日干し、1年間の粕漬けを経て食用とする「福のこ」がつくられている。
食品衛生法により食用が基本的に禁止されているフグの卵巣を、こうした加工法で食品として製造しているのは、日本全国でこれらの地域のみである。発酵学者の小泉武夫は「地球上で最も珍しい発酵食品」と評している。
一般的な魚卵に比べて塩漬け期間が長いため塩気が強いのが特徴。表面に残った糠は水洗いせず、ぬぐうように落とし、軽く焙って食べる。味は濃厚で、米飯のおかず、酒肴とされるほか、うまみや塩気を活かしてお茶漬けやパスタなどの味付けに活用されることもある。
白山市の河豚の卵巣の糠漬けは「美川のふぐの子糠漬（みかわのふぐのこぬかづけ）」として、2022年3月3日に文化庁の100年フードに認定された。2022年時点では、石川県から認定された唯一の例となる。

## 製法
毎年5月から6月にかけて日本海沿岸で獲れたゴマフグを解体し、取り出した卵巣を1000リットルタンクに漬け込む塩蔵を行う。この際に約30%もの食塩を加えるため、内部の水分が外に出て卵巣が固くなる。
塩蔵は1年から1年半かけて行なわれ、塩蔵が終わると、水洗いして表面の塩を除いた後に米糠の麹、唐辛子とともに一斗樽に漬けられる。この糠漬けの工程（糠蔵）では、石の重しなどで木の蓋を押さえて空気に触れないようにし、イワシから作った魚醤（いしる）が縁から注ぎ込まれる。
半年ないし1年ほど糠漬けされた卵巣は、採取してハツカネズミに食べさせ、テトロドトキシンの含有量を調査した後、出荷される。石川県の要項では、基準値は1グラムあたり10マウスユニット以下になっている。また、糠漬けの後にさらに酒粕に1ヶ月漬け込むと、「河豚の子粕漬け」となる。

## 除毒機構
上述の製法により、卵巣内のテトロドトキシンの量は塩蔵時に原料の5分の1、糠蔵時に30分の1にまで低下する。
ただ、卵巣がいかなる要因機序を経て減毒されるのかについては分かっておらず、塩漬けにする時の塩析効果で脂質が分離し、水分とともに外部に析出するために毒素が希釈されるというのが有力な一説だが、未だ不明な点が多い。
かつては糠に含まれるある種の酵素が発酵する際に毒素を分解するのではないかという説が提唱されていたが、卵巣の糠漬けから採集された200種類以上の細菌からはいずれもテトロドトキシンの分解能が確認されなかった上、細菌の培地に糠漬けを接種しても毒量は変化しなかったとの研究結果があり、可能性は極めて低い。

## 製造の資格免許
河豚の卵巣の糠漬けの製造を認められているのは、日本でも石川県の21軒だけで、うち15軒は個人、6軒が事業者で、事業者6軒のうち5軒は白山市美川にある。出来上がった糠漬けは、石川県予防医学協会による毒性検査を受け、毒素が消失したことを確認した後に出荷されている。白山市ではかつて数十社が製造していたが、2022年時点では5社に減っている。
2005年3月、石川県輪島市の朝市で購入した河豚の卵巣の糠漬けによる食中毒事件があったが、原因となった糠漬けの加工業者は無免許で、漬け込みも1年半しか行っていなかったことが判明した。免許を受けて製造された河豚の卵巣の糠漬けによる食中毒は、発生していないとされている。